# Batalla de Tepe
La batalla de Tepe (o Tebe) va ser el primer combat entre les forces alemanyes i britàniques, realitzat el 25 d'agost de 1914,durant la campanya de Kamerun en la Primera Guerra Mundial.
El conflicte va tenir lloc a la frontera entre la Nigèria britànica i el Kamerun alemany, que va acabar en victòria britànica i la retirada de les tropes alemanyes de l'estació.

## Antecedents
El 4 d'agost de 1914, la l'Imperi britànic va declarar la guerra a l'Imperi alemany, al començament de la Primera Guerra Mundial.
El 8 d'agost, un destacament de cavalleria britànica de la West African Frontier Force va embarcar en Kano, al nord de Nigèria britànica, per a dirigir-se cap a la colònia alemanya de Kamerun. Aquestes primeres forces britàniques van travessar la frontera del territori alemany el 25 d'agost.

## Batalla
El 25 d'agost, la cavalleria britànica va entrar en contacte amb les forces alemanyes de l'estació fronterera de Tepe, al riu Benue. Després de la lluita, les forces alemanyes es van retirar i els britànics van ocupar l'estació. La batalla va causar poques víctimes.
L'ocupació britànica de l'estació va donar a les seves forces l'oportunitat d'avançar més a l'est, cap a les moltes fortaleses alemanyes que protegien la regió, incloent les de Garoua. Els britànics van ser derrotats en el seu intent de prendre les fortaleses de Garoua, pocs dies després de la batalla de Tepe.